# Botrypus
Botrypus is een geslacht van varens uit de addertongfamilie (Ophioglossaceae), die ook weleens tot het geslacht Botrychium worden gerekend.
Een van die soorten, Botrypus virginianus, komt ook in Scandinavië voor.

## Naamgeving
- Synoniemen: Botrychium Sw. (1800)

## Kenmerken
Botrypus-soorten zijn kleine, terrestrische varens met vlezige wortels. Elke plant bestaat uit twee componenten, een gesteelde, onvruchtbare, bladvormige trofofoor en een vruchtbare sporofoor, met een gemeenschappelijk steel.
De trofoforen zijn in tegenstelling tot die van Botrychium twee- of drievoudig gedeeld.

## Taxonomie
Botrypus wordt door sommige auteurs beschouwd als behorende tot het grotere geslacht Botrychium, ondanks de opvallende morfologische verschillen.
Onderzoek uit 2003 naar de nucleotidensequentie van het rbcL- en het trnL-F-gen heeft uitgewezen dat Botrypus een parafyletische groep vormt. Op zijn minst de soort B. strictus vormt een probleem. Zonder deze soort is Botrypus een zustergeslacht van alle andere 'botrychioide' geslachten in de familie Ophioglossaceae, met inbegrip van Botrychium s.s. en Sceptridium. B. strictus vormt echter op zich een aparte groep, die zuster is van alle 'botrychioide' geslachten inclusief de andere Botrypus-soorten.
Het geslacht telt veertien soorten. De typesoort is Botrypus virginianus.

### Soorten
- Botrypus chamaeconium (Bitter & Hieron.) Holub (1973)
- Botrypus cicutaria (Savigny) Holub (1973)
- Botrypus decurrens (Ching) Ching & H.S.Kung (1988)
- Botrypus lanuginosus (Hook. & Grev.) Holub (1973)
- Botrypus lunaria Rich. (1801)
- Botrypus lunarioides Michx. (1803)
- Botrypus manshuricus (Ching) ching
- Botrypus modestus (Ching) ching
- Botrypus parvus (Ching) Holub (1973)
- Botrypus strictus (Underw.) Holub (1973)
- Botrypus tibeticus Ching (1973)
- Botrypus virginianus (L.) Holub (1973)
- Botrypus virginicus Michx. (1803)
- Botrypus yunnanensis (Ching) Y.X.Lin (2008)

Botrychium (Maanvaren) · Botrypus · Cheiroglossa · Helminthostachys · Japanobotrychium · Mankyua · Ophioderma · Ophioglossum (Addertong) · Sceptridium